# UnumProvident
UnumProvident (abgekürzt: Unum oder UNM) ist ein Versicherungsunternehmen aus den Vereinigten Staaten mit Firmensitz in Chattanooga, Tennessee. Das Unternehmen ist im Aktienindex S&P 500 unter dem Kürzel UNM gelistet.
Das Unternehmen entstand aus der Fusion der zuvor konkurrierenden Versicherungsunternehmen Unum aus Portland, Maine und Provident aus Chattanooga.
Zu den Produkten von UnumProvident gehören Versicherungen verschiedener Art, insbesondere Lebensversicherungen. Im Januar 2007 gab das Unternehmen bekannt, künftig den Firmennamen Unum Group zu wählen. 